# وسيط الرسائل

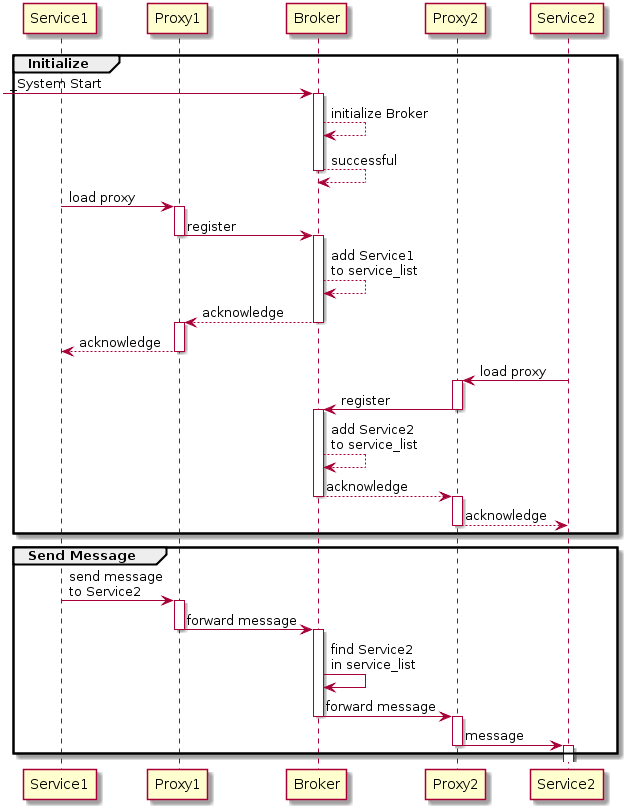
مخطط تسلسل لتصوير نمط وسيط الرسائل

وسيط الرسائل (المعروف أيضًا باسم وسيط الاندماج أو محرك الواجهة  ) هو وحدة برنامج كمبيوتر وسيطة تقوم بترجمة رسالة من بروتوكول المراسلة الرسمي للمرسل إلى بروتوكول المراسلة الرسمي للمستقبل. وسطاء الرسائل هم عناصر في الاتصالات أوشبكات الكمبيوتر حيث تتواصل تطبيقات البرامج عن طريق تبادل الرسائل المحددة رسميًا. تعد وسطاء الرسائل بمثابة لبنة من البرامج الوسيطة الموجهة للرسائل ‏ (MOM) ولكنها عادةً لا تكون بديلاً عن البرامج الوسيطة التقليدية مثل MOM واستدعاء الإجراء البعيد (RPC).

## الغرض والوظيفة والمعمارية
وسيط الرسائل هو نمط معماري للتحقق من صحة الرسائل وتحويلها وتوجيهها. وهو يتوسط في الاتصال بين التطبيقات ، مما يقلل من الوعي المتبادل الذي يجب أن تمتلكه التطبيقات مع بعضها البعض حتى تتمكن من تبادل الرسائل ، وتنفيذ الفصل بشكل فعال.
الغرض الأساسي من الوسيط هو تلقي الرسائل الواردة من التطبيقات وتنفيذ بعض الإجراءات عليها. يمكن لوسطاء الرسائل فصل النقاط النهائية ، وتلبية متطلبات محددة غير وظيفية ، وتسهيل إعادة استخدام وظائف وسيطة. على سبيل المثال ، يمكن استخدام وسيط الرسائل لإدارة قائمة انتظار عبء العمل أو قائمة انتظار الرسائل للعديد من المستلمين ، مما يوفر تخزينًا موثوقًا به ، وتسليم الرسائل المضمون وربما إدارة المعاملات. فيما يلي أمثلة أخرى للإجراءات التي قد يتعامل معها الوسيط:
- توجيه الرسائل إلى وجهة واحدة أو أكثر
- تحويل الرسائل إلى تمثيل بديل
- قم بتجميع الرسائل وتفكيكها إلى رسائل متعددة وإرسالها إلى وجهتها ، ثم إعادة تجميع الردود في رسالة واحدة لإعادتها إلى المستخدم
- التفاعل مع مستودع خارجي لزيادة حجم الرسالة أو تخزينها
- استدعاء خدمات الويب لاسترداد البيانات
- الاستجابة للأحداث أو الأخطاء
- توفير المحتوى وتوجيه الرسائل المستندة إلى الموضوع باستخدام نمط النشر والاشتراك

يعتمد وسطاء الرسائل بشكل عام على واحدة من بنيتين أساسيتين: المحور والتحدث "hub-and-spoke" وحافلة الرسائل. في الأول ، يعمل الخادم المركزي كآلية توفر خدمات الإندماج ، بينما مع الأخير ، فإن وسيط الرسائل هو العمود الفقري للاتصال أو الخدمة الموزعة التي تعمل على الناقل . بالإضافة إلى ذلك ، يمكن استخدام نهج متعدد المحاور أكثر قابلية للتوسع لدمج وسطاء متعددين.